# بطولة العالم للتزلج على الجليد

بطولة العالم للتزلج على الجليد هي مسابقة سنوية للتزلج على الجليد ينظمها الاتحاد الدولي للتزلج. تُمنح الميداليات في فئات فردي الرجال، فردي السيدات، التزلج الثنائي والرقص على الجليد. تُقام بطولة العالم بشكل عام في شهر مارس، وتعتبر من أرقى بطولات الاتحاد الدولي للتزلج. باستثناء اللقب الأولمبي، يعتبر اللقب العالمي هو الإنجاز التنافسي الأعلى في التزلج على الجليد. بدأت أول مسابقة للبطولة في عام 1896.